# Козьмінець
Козьмінець (пол. Koźminiec) — село в Польщі, у гміні Добжиця Плешевського повіту Великопольського воєводства.
Населення — 620 осіб (2011).
У 1975-1998 роках село належало до Каліського воєводства.

## Демографія
Демографічна структура станом на 31 березня 2011 року:
|          | Загалом | Допрацездатний вік | Працездатний вік | Постпрацездатний вік |
| -------- | ------- | ------------------ | ---------------- | -------------------- |
| Чоловіки | 321     | 86                 | 204              | 31                   |
| Жінки    | 299     | 65                 | 164              | 70                   |
| Разом    | 620     | 151                | 368              | 101                  |